# Glada tjugotalet

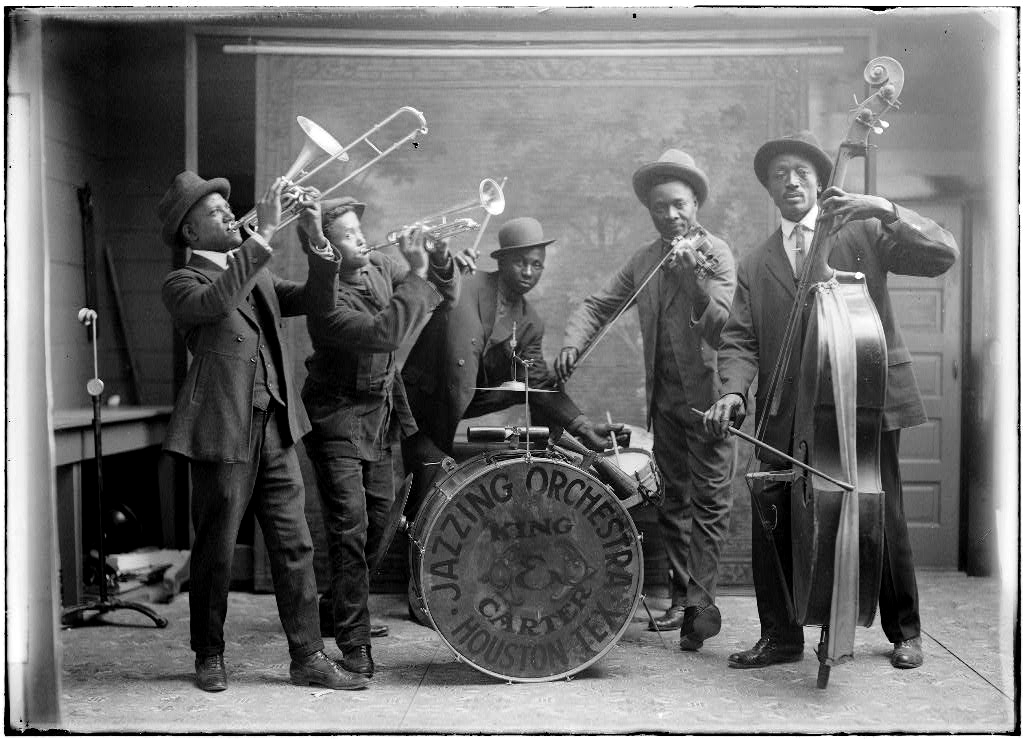
Jazzmusiken blev framgångsrik på underhållningssidan. Carter and King Jazzing Orchestra i Houston, Texas 1921.

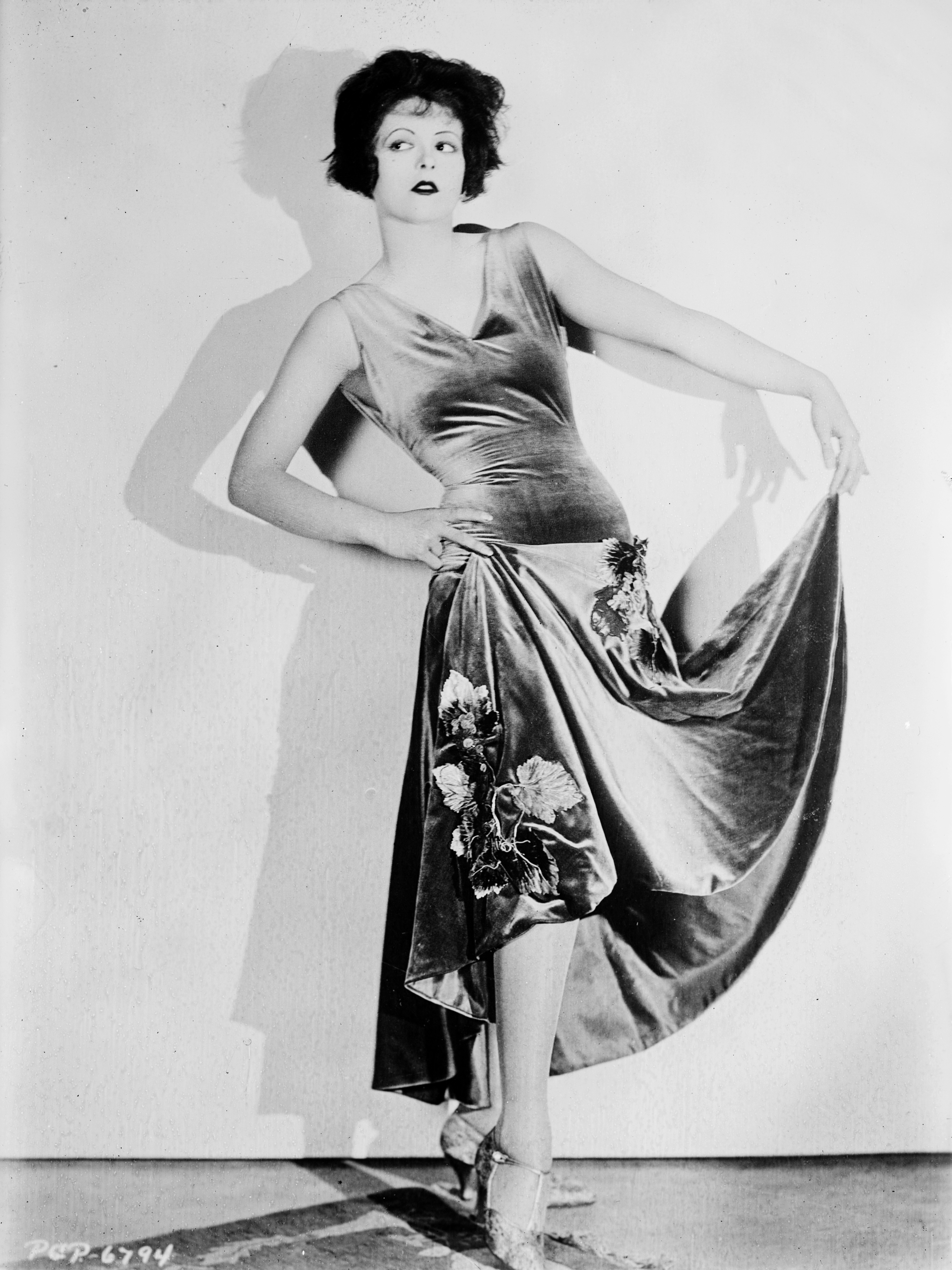
Clara Bow var 20-talets "It girl". Stumfilmstiden varade till slutet av decenniet.

Glada tjugotalet kallas den högkonjunktur som pågick från mitten av och i slutet av 1920-talet. Eran avslutades med en börskrasch i USA den 25 oktober 1929. 
Det "glada tjugotalet" präglades av en ekonomisk, social, konstnärlig och kulturell dynamik. Termen omfattar flera ämnesområden, men används mest inom ekonomi. Ofta var det de ekonomiska framgångarna som bäddade för framsteg på andra plan, till exempel teknik, vetenskap, konst och litteratur. På engelska kallas tidsepoken Roaring Twenties, Golden Twenties eller Happy Twenties, på franska années folles ("galna åren") och på tyska Goldene Zwanziger ("Gyllene 20-talet"). 
För ungdomar rådde Jazzåldern, då jazzmusik var populärt. Nöjeslivet frodades i metropoler som New York, London, Paris och Berlin. 
Kvinnornas roll i samhället blev större, de blev mindre bundna till hemsysslorna och fick rösträtt. Många länder hade samtidigt infört allmän rösträtt för både män och kvinnor; i USA fick kvinnor i samtliga delstater rösta från 1920, i Sverige från 1921. Den nya kvinnan bar korta kjolar, klippte håret kort och deltog i både yrkes- och nöjeslivet vid mannens sida, och flappern framstod som en modern, frigjord kvinna. 

## Viktiga framsteg
- 1920: Kvinnlig rösträtt införs i USA.
- 1921: Sedan kvinnlig rösträtt införts i Sverige 1919, genomförs första svenska valet med allmän rösträtt för kvinnor.
- 1 januari 1925: Sveriges Radio startar.
- 1 april 1925:  Danmarks Radio startar.
- 27 januari 1926:  I Storbritannien visas världens första TV.
- 20-21 maj 1927: Charles Lindbergh blir förste ensamflygare över Atlanten.
- 7 oktober 1927:  I USA har "The Jazz Singer", första kommersiellt framgångsrika ljudfilmen, premiär.
- 15 september 1928: Den brittiske bakteriologen Alexander Fleming upptäcker att penicillin kan användas som läkemedel.
- 24 oktober 1929: Börskraschen i USA avslutar tidsepoken.